# Wormaldia copiosa
Wormaldia copiosa är en nattsländeart som först beskrevs av Mclachlan 1868.  Wormaldia copiosa ingår i släktet Wormaldia och familjen stengömmenattsländor.

## Underarter
Arten delas in i följande underarter:
- W. c. alticola
- W. c. botosaneanui
- W. c. calcicolus